# WEEE-direktivet
WEEE-direktivet (engelska: Waste Electrical and Electronic Equipment Directive) är ett EU-direktiv för hantering av elektriskt och elektroniskt avfall (e-avfall).
| Europeiska flaggan | EU-portalen – temasidan för Europeiska unionen på svenskspråkiga Wikipedia. |